# Paroecanthus cineracens
Paroecanthus cineracens är en insektsart som först beskrevs av Walker, F. 1869.  Paroecanthus cineracens ingår i släktet Paroecanthus och familjen syrsor. Inga underarter finns listade i Catalogue of Life.